# Gehyra minuta
Gehyra minuta (південна скельна дтелла) — вид геконоподібних ящірок родини геконових (Gekkonidae). Ендемік Австралії.

## Поширення і екологія
Південні скельні дтелли мешкають на плато Барклі на сході центральної Північної Території. Вони живуть в кам'янистих напівпустелях і пустелях.